# Lollipop Chainsaw
Lollipop Chainsaw (ロリポップチェーンソー, Roripoppu Chēn Sō) é um jogo eletrônico de ação, comédia de terror e hack and slash desenvolvido pela Grasshopper Manufacture para PlayStation 3 e Xbox 360. Possui Juliet Starling como protagonista, líder de torcida que luta contra zumbis em um colégio ficcional da Califórnia.
Uma colaboração entre o designer de jogos Suda 51 e o cineasta James Gunn, o jogo foi publicado pela Kadokawa Games e Warner Bros. Interactive Entertainment e foi lançado 12 de junho de 2012 nos Estados Unidos e 14 de junho de 2012 no Japão.

## Sinopse
Lollipop Chainsaw traz a história de Juliet (dublada por Tara Strong em inglês e Eri Kitamura/Yōko Hikasa em japonês), uma líder de torcida que, no dia do seu aniversário de dezoito anos, se encontra no meio de um ataque zumbi ocorrido na sua escola. Em vez de fugir ou se esconder, a heroína deste game decide resolver o problema com as próprias mãos. Ao menos é com elas que ela manuseia a sua motosserra elétrica, com a qual muitos mortos-vivos perderão a cabeça ao tentar fugir de seus ataques.
Contudo, é necessário não somente desmembrar as criaturas do além, mas também despistá-los e enfraquecê-los com rápidos ataques baseados em movimentos utilizados pelas cheerleaders da vida real. Assim, Juliet terá que utilizar toda a sua habilidade para escapar do apocalipse zumbi ocorrido no dia de seu aniversário, assim como salvar estudantes e funcionários da escola perdidos em meio à confusão. Até porque, quanto mais vitimas caírem, mais zumbis se levantarão.

## Desenvolvimento
Antes do seu anúncio, em julho de 2011, Lollipop Chainsaw foi mencionado pela primeira vez como um jogo sem nome de "ação elegante". Em outubro de 2010 um artigo no 1UP.com detalhava uma parceria com Kadokawa Shoten com Gafonhoto e Prope. Suda descreveu como apresentando "torções realmente extremas" e sendo "muito engraçado". Warner Bros. Interactive Entertainment publicou o jogo fora do Japão.
O cineasta James Gunn teve uma mão no desenvolvimento da história e personagens do jogo. Gunn disse que muitas das pessoas com quem trabalha em seus filmes e outros projetos também trabalharam em Lollipop Chainsaw.
Na quarta-feira, dia 1 fevereiro de 2012, foi anunciado que Jimmy Urine da banda eletro-punk Mindless Self Indulgence iria compôr a música para os segmentos. Ele também irá fornecer a voz de Zed, um chefão punk-rock.

## Recepção
No Japão, o jogo recebeu críticas geralmente positivas após o lançamento. Famitsu deu as pontuações do jogo de 9 em 10 de quatro revisores, totalizando uma pontuação agregada total de 36 em 40. A revista Dengeki PlayStation teve quatro revisores que deram as pontuações do jogo de 75, 90, 90 e 80, com uma média de 83,75 em 100.
No Mundo ocidental, o jogo recebeu avaliações "médias" em ambas as plataformas de acordo com o site de agregação de avaliações Metacritic.